# Charan Grande
Charan Grande es un caserío peruano ubicado en el distrito de Lancones, perteneciente a la provincia de Sullana del departamento de Piura, al norte del Perú. 

## Ubicación
Charan Grande se ubica al noreste de la provincia de Sullana, en el distrito de Lancones, en el departamento de Piura.

## Demografía
En 2017 Charan Grande tenía una población de 28 habitantes.
| Gráfica de evolución demográfica de Charan Grande entre 1993 y 2017 |
|                                                                     |
| Fuentes: Población 1993 y 2017                                      |